# 科尔蒂纳-苏拉斯特拉达-德尔维诺
科尔蒂纳-苏拉斯特拉达-德尔维诺（義大利語：Cortina sulla Strada del Vino），常简称为科尔蒂纳，是意大利博尔扎诺-上阿迪杰自治省的一个市镇。总面积2平方公里，人口637人，人口密度318.5人/平方公里（2009年）。ISTAT代码为021025。